# Tiếng vọng hình móc

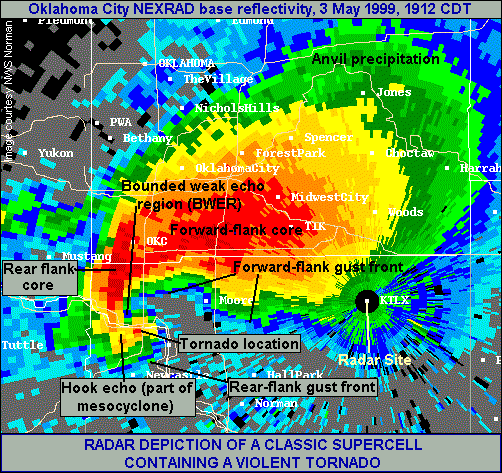
Tiếng vọng hình móc kinh điển: bão táp trong trận bão này xảy ra trong cuộc Bùng nổ vòi rồng Oklahoma 1999. Nó mạnh đến F5 trên thang Fujita.

Tiếng vọng hình móc thành hình và tiêu tan gần Kansas City, Missouri.

Tiếng vọng hình móc (tiếng Anh: hook echo) là một trong những dấu xác rõ nhất của trận dông supercell gây ra vòi rồng trên radar thời tiết. Tiếng vọng hiện ra do nước mưa, mưa đá, hay ngay cả mảnh vỡ bị cuộn xung quanh supercell. Cơ quan Thời tiết Quốc gia (NWS) coi rằng tiếng vọng hình móc đủ nguy hiểm để phát ra cảnh báo vòi rồng.
Tiếng vọng hình móc đã được chấp nhận là ký hiệu của vòi rồng đang phát triển gần như từ khi hệ thống radar thời tiết ra đời. Lần theo dõi tiếng vọng hình móc đầu tiên trong tài liệu xảy ra ngày 9 tháng 4 năm 1953 khi Cục Khảo sát Nước Tiểu bang Illinois (Illinois State Water Survey) chuẩn bị thử radar về khả năng đo tốc độ mưa.
Có lúc không thấy rõ những tiếng vọng hình móc trên radar được. Tại miền Nam Hoa Kỳ, trận dông hay mưa nặng hơn, dẫn đến kiểu supercell mưa nhiều (high precipitation supercell, HP) và làm mờ hình móc. Thay thế, các supercell HP có hình đậu tay.
Các hệ thống radar thời tiết Doppler như là NEXRAD cho phép nhận ra các vòi rồng dù không có tiếng vọng hình móc và chắc chắn hơn khi có tiếng vọng này. Bằng cách tính tốc độ tương đối của các phần trong cơn bão, radar Doppler có thể nhận ra các vùng xoáy.